# Komnénosz Mária bizánci hercegnő
Komnéna Mária (görögül: Maria Komnéné [Μαρία Κομνηνή]; Konstantinápoly, 1152. március – Konstantinápoly, 1182.  július), bizánci császári hercegnő, egy ideig a trón örököse, I. Mánuel bizánci császár legidősebb lánya. III. Béla első felesége vagy jegyese. I. Andronikosz bizánci császár mérgeztette meg.

## Élete
Édesapja I. Mánuel bizánci császár volt, I. Alexiosz bizánci császár és Árpád-házi Piroska magyar hercegnő fia. Édesanyja Sulzbachi Berta (Irén), II. Berengár sulzbachi gróf leánya. Anyja III. Konrád német király feleségének, Sulzbachi Gertrúdnak volt a húga. Máriának egy édestestvére volt, Anna (1154–1158) császári hercegnő. A (harmadik) férje Montferrati Rainer volt, aki az esküvőjük alkalmából a János nevet vette fel. Házasságuk gyermektelen maradt. Valószínűleg mindkettejüket Mária nagybátyja, I. Andronikosz bizánci császár mérgeztette meg, aki letaszította a trónról Mária féltestvérét, II. Alexiosz bizánci császárt.

### Szakirodalom
- Kulcsár Zsuzsanna: Andronikosz bizánci császár in K. Zs.: Rejtélyek és botrányok a középkorban, Gondolat, Budapest, 104-122, 1984. ISBN 963-281-359-6

### Szépirodalom
- Passuth László: A bíborbanszületett, Szépirodalmi Könyvkiadó, Budapest, 1966.